# 三升家小勝 (8代目)
八代目 三升家 小勝（みますや こかつ、1938年（昭和13年）12月6日 - ）は、東京都出身の落語家。本名∶小林 守巨。落語協会に所属していたが、2016年に退会。出囃子は『井出の山吹』。

## 来歴
1957年3月、六代目三升家小勝に入門し、三升家 勝二（みますや かつじ）で初高座。1960年3月、二ツ目昇進。1971年に師匠小勝没後は初代林家三平一門に移り、1973年3月に三升家勝彌、橘家圓平、三遊亭さん生、三代目吉原朝馬、柳家小のぶ、柳家かゑる、桂小益、林家枝二、柳家さん吉と共に真打昇進。
1992年に1歳年上の兄弟子である勝彌改め七代目小勝が亡くなり、1994年9月に八代目三升家小勝襲名。
2016年、落語協会からプロフィールが削除される。脱会の詳細について落語協会からはアナウンスがされなかったが、それ以降も落語会などの活動は継続している。なお弟子の右女助は落語協会に残留している。

## 人物
本名の読みが五代目柳家小さんや四代目桂三木助と同じ「こばやし もりお」（2人は「小林 盛夫」のため、表記違い）であり、小さんからよく稽古をつけてもらったという。
三升家勝二時代は、1969年から1年ほど『笑点』の大喜利レギュラーを務め、一時期、弟弟子の三升家勝松も出演していた。林家こん平とはほぼ同年代で、仲が良かったという。
また、北海道のHBCラジオで、毎週土曜日午後の時間帯に『ダイナミック・サタデー』（1970年5月 - 1985年10月）と『夢いろ土曜日・これがラジオだ』（1985年10月 - ）『夢いろ土曜日・晴れた顔して多恵子です』（ - 1988年9月）の中継レポーターを長年務めていた。
特に『ダイナミック・サタデー』での『勝二の5人ピック』のコーナーでは競輪の予想なども行っていた。1988年9月に『夢いろ土曜日・晴れた顔して多恵子です』の番組終了と共に、長年務めたHBCラジオの中継レポーターを卒業した。
かつて税務大学校の札幌研修所で長く特別講師を務めており一時期北海道に居住していた。現在では各地で人生と修業、交通安全、リサイクル、福祉、人権などに関する講演も行っている。
趣味は釣りで「落語釣り落としの会」の初代会長も務めた。競輪にも精通しており、1980年代には常時特別競輪（現在のGI）中継のゲストとして呼ばれていた。そのため中野浩一とも交友があり、1994年の小勝襲名披露興行の際には、中野本人名の花輪が飾られていた。

## 芸歴
- 1957年∶六代目三升家小勝に入門、前座名「勝二」。
- 1960年∶二ツ目昇進。
- 1971年∶師匠小勝が亡くなり初代林家三平一門に移る。
- 1973年∶真打昇進。
- 1994年9月∶「八代目三升家小勝」襲名。
- 2016年∶落語協会を退会、フリーランスとなる。

## 弟子

### 真打
- 四代目桂右女助

## 番組出演

### テレビ
- 笑点（日本テレビ）
- おはこで一番
- 大河ドラマ 花神（1977年、NHK）
- 松本清張特別企画・渡された場面（2005年4月17日、テレビ東京）
- ウチの子、ニッポンで元気ですか?（2019年12月23日、TBSテレビ）- 三遊亭好楽（再現フィルム） 役

### ラジオ
- 勝二の言葉の履歴書
- ダイナミック・サタデー
- 夢いろ土曜日・これがラジオだ[1]
- 夢いろ土曜日・晴れた顔して多恵子です

### 映画
- 落語物語（2011年、林家しん平監督）- 池袋演芸場 席亭役

### 舞台
- 若獅子会師走公演「一本刀土俵入り」（2024年）[4]